# Санта-Круш-ду-Бишпу
Санта-Круш-ду-Бишпу (порт. Santa Cruz do Bispo)  —  район (фрегезия) в Португалии,  входит в округ Порту. Является составной частью муниципалитета  Матозиньюш. Находится в составе крупной городской агломерации Большой Порту. По старому административному делению входил в провинцию Дору-Литорал. Входит в экономико-статистический  субрегион Большой Порту, который входит в Северный регион. Население составляет 6108 человек на 2001 год. Занимает площадь 3,75 км².